# Port lotniczy Manila
Port lotniczy Manila – Ninoy Aquino International Airport  (język filipiński: Paliparang Pandaigdig ng Ninoy Aquino) – międzynarodowy port lotniczy położony 7 km na południe od centrum Manili. Jest największym portem lotniczym na Filipinach. W 2006 obsłużył 17,6 mln pasażerów.
Od sierpnia 1987 jego patronem jest Benigno Aquino.

## Linie lotnicze i połączenia
W sierpniu 2024 lotnisko w Manili obsługiwane było przez 45 linii lotniczych, które oferowały bezpośrednie połączenia do 90 portów lotniczych w 26 krajach Azji, Ameryki Północnej i Oceanii:
| Linia lotnicza             | Kierunek |
| -------------------------- | --- |
| Aero K                     | 1. Cheongju |
| AirAsia                    | 1. Kuala Lumpur |
| AirSWIFT                   | 1. Busuanga 2. El Nido 3. Sicogon 4. Tablas |
| Air Canada                 | 1. Vancouver (od 3 kwietnia 2025) |
| Air China                  | 1. Pekin 2. Chengdu-Tianfu |
| Air France                 | 1. Paryż-Charles de Gaulle |
| Air Niugini                | 1. Port Moresby |
| All Nippon Airways         | 1. Tokio-Haneda 2. Tokio-Narita |
| Asiana Airlines            | 1. Seul-Inczon |
| Cathay Pacific             | 1. Hongkong |
| Cebgo                      | 1. Busuanga 2. Caticlan 3. Cebu 4. Legazpi 5. Masbate (do 29 marca 2025) 6. Naga 7. San Jose (Mindoro) (do 29 marca 2025) 8. Siargao (do 29 marca 2025) |
| Cebu Pacific               | 1. Bacolod 2. Bandar Seri Begawan 3. Bangkok-Don Muang 4. Bangkok-Suvarnabhumi 5. Butuan 6. Cagayan de Oro 7. Caticlan 8. Cauayan 9. Cebu 10. Chiang Mai 11. Đà Nẵng 12. Davao 13. Denpasar 14. Dipolog 15. Dubaj 16. Dumaguete 17. Fukuoka 18. General Santos 19. Guangzhou 20. Hanoi 21. Ho Chi Minh 22. Hongkong 23. Iloilo 24. Dżakarta 25. Kalibo 26. Kaohsiung 27. Kuala Lumpur 28. Laoag 29. Legazpi 30. Makau 31. Melbourne 32. Nagoja-Centrair 33. Osaka-Kansai 34. Ozamis 35. Pagadian 36. Puerto Princesa 37. Roxas 38. San Jose (Mindoro) (od 30 marca 2025) 39. Sapporo-Chitose 40. Seul-Inczon 41. Szanghaj-Pudong 42. Singapur 43. Sydney 44. Tacloban 45. Tagbilaran 46. Tajpej-Taiwan 47. Tokio-Narita 48. Tuguegarao 49. Virac 50. Zamboanga |
| China Airlines             | 1. Kaohsiung 2. Tajpej-Taoyuan |
| China Eastern Airlines     | 1. Szanghaj-Pudong |
| China Southern Airlines    | 1. Guangzhou |
| Emirates                   | 1. Dubaj |
| Ethiopian Airlines         | 1. Addis Abeba |
| Etihad Airways             | 1. Abu Zabi |
| EVA Air                    | 1. Tajpej-Taoyuan |
| Greater Bay Airlines       | 1. Hongkong |
| Gulf Air                   | 1. Bahrajn |
| HK Express                 | 1. Hongkong |
| Japan Airlines             | 1. Tokio-Haneda 2. Tokio-Narita |
| Jeju Air                   | 1. Seul-Inczon |
| Jetstar Asia               | 1. Osaka-Kansai 2. Singapur |
| Jetstar Japan              | 1. Nagoja-Centrair 2. Tokio-Narita |
| KLM                        | 1. Amsterdam |
| Korean Air                 | 1. Seul-Inczon |
| Kuwait Airways             | 1. Kuwejt |
| Malaysia Airlines          | 1. Kuala Lumpur |
| Oman Air                   | 1. Maskat |
| PAL Express                | 1. Bacolod 2. Basco 3. Busuanga 4. Butuan 5. Cagayan de Oro 6. Calbayog 7. Catarman 8. Caticlan 9. Cauayan 10. Cebu 11. Cotabato 12. Davao 13. Dipolog 14. Dumaguete 15. General Santos 16. Iloilo 17. Laoag 18. Legazpi 19. Ozamis 20. Phnom Penh 21. Puerto Princesa 22. Roxas 23. San Jose de Buenavista 24. Siargao 25. Tacloban 26. Tagbilaran 27. Tuguegarao 28. Zamboanga |
| Philippine Airlines        | 1. Bangkok-Suvarnabhumi 2. Pekin (powrót od 30 marca 2025) 3. Brisbane 4. Pusan 5. Cebu 6. Davao 7. Denpasar 8. Doha 9. Dubaj 10. Fukuoka 11. General Santos 12. Guam 13. Hanoi 14. Ho Chi Minh 15. Hongkong 16. Honolulu 17. Dżakarta 18. Kuala Lumpur 19. Los Angeles 20. Melbourne 21. Nagoja-Centrair 22. Nowy Jork-JFK 23. Osaka-Kansai 24. Perth 25. Port Moresby 26. Quanzhou 27. Rijad 28. San Francisco 29. Sapporo-Chitose (od 10 września 2025) 30. Seattle-Tacoma 31. Seul-Inczon 32. Szanghaj-Pudong 33. Singapur 34. Sydney 35. Tajpej-Taoyuan o# Tokio-Haneda 1. Tokio-Narita 2. Toronto-Pearson 3. Vancouver 4. Xiamen Sezonowe czartery: 1. Medyna 2. Yangyang                                                                                |
| Philippines AirAsia        | 1. Bacolod 2. Bangkok-Don Muang 3. Cagayan de Oro 4. Caticlan 5. Cebu 6. Hongkong 7. Iloilo 8. Kalibo 9. Kaohsiung 10. Kota Kinabalu 11. Kuala Lumpur (powrót od 30 marca 2025) 12. Makau 13. Osaka-Kansai 14. Puerto Princesa 15. Roxas 16. Seul-Inczon 17. Tacloban 18. Tagbilaran 19. Tajpej-Taoyuan 20. Tokio-Narita |
| Qantas                     | 1. Brisbane 2. Sydney |
| Qatar Airways              | 1. Doha |
| Royal Air Philippines      | 1. Caticlan 2. Đà Nẵng |
| Royal Brunei Airlines      | 1. Bandar Seri Begawan |
| Saudia                     | 1. Dżudda 2. Rijad |
| Scoot                      | 1. Singapur |
| Shenzhen Airlines          | 1. Shenzhen |
| Singapore Airlines         | 1. Singapur |
| Sunlight Air               | 1. Busuanga 2. Cebu |
| Thai Airways International | 1. Bangkok-Suvarnabhumi |
| Turkish Airlines           | 1. Stambuł |
| United Airlines            | 1. Guam 2. Koror 3. San Francisco |
| Vietnam Airlines           | 1. Hanoi 2. Ho Chi Minh |
| XiamenAir                  | 1. Quanzhou 2. Xiamen |
| Zipair Tokyo               | 1. Tokio-Narita |

### Terminal Cargo
| Linia lotnicza           | Kierunek                                                  |
| ------------------------ | --------------------------------------------------------- |
| Air Hong Kong            | 1. Hongkong                                               |
| ANA Cargo                | 1. Tokio-Narita                                           |
| Central Airlines         | 1. Quanzhou 2. Shenzhen 3. Wenzhou 4. Yiwu 5. Zhangjiajie |
| China Airlines Cargo     | 1. Singapur 2. Tajpej-Taoyuan                             |
| FedEx Express            | 1. Shenzhen                                               |
| Hong Kong Airlines Cargo | 1. Hongkong                                               |
| Korean Air Cargo         | 1. Seul-Inczon 2. Singapur                                |
| Longhao Airlines         | 1. Ningbo 2. Shenzhen 3. Zhengzhou                        |
| MASkargo                 | 1. Kuala Lumpur                                           |
| SF Airlines              | 1. Shenzhen                                               |
| Xiamen Air               | 1. Xiamen                                                 |
| YTO Cargo Airlines       | 1. Hangzhou 2. Shenzhen 3. Wenzhou                        |